# Каниссааре
Ка́нисса́аре (эст. Kanissaare), ранее Ка́ннисар и Ка́нисаре — деревня в волости Сааремаа уезда Сааремаа, Эстония.
До реформы местных самоуправлений 2017 года входила в состав волости Пёйде.

## География и описание
Расположена в северо-восточной части острова Сааремаа, в 47 км от волостного и уездного центра — города Курессааре. Высота над уровнем моря — 4 метра.  
Климат умеренный. Официальный язык — эстонский. Почтовый индекс — 94533.

## Население
По данным переписи населения 2021 года, в Каниссааре насчитывалось 20 жителей, из них 18 (90,0 %) — эстонцы.
По данным переписи населения 2011 года, в деревне проживал 21 человек, все — эстонцы.
Численность населения деревни Каниссааре по данным переписей населения:
| Год  | 1959 | 1970 | 1979 | 1989 | 2000 | 2011 | 2021 |
| ---- | ---- | ---- | ---- | ---- | ---- | ---- | ---- |
| Чел. | 43   | ↗ 50 | ↗ 89 | ↘ 73 | ↘ 36 | ↘ 21 | ↘ 20 |

## История
В источниках 1645 года упоминаются Kaunissar, Kaunisfer, 1798 года — Kaunifer.
На военно-топографических картах Российской империи (1846–1863 годы), в состав которой входила Лифляндская губерния, деревня обозначена как Каннисаръ. 

Памятник советскому десанту 1944 года в Ула-Талила. Каниссааре, фото до 2014 года

В 1969 году на территории деревни (в настоящее время — на частной земле) был установлен мемориальный камень с надписью «5.X 1944 года в Ула-Талила высадился десант 300-го полка Эстонского стрелкового корпуса» (объект культурного наследия), посвящённый одному из событий Моонзундской операции советских войск 1944 года.
В протоколе от 30 ноября 2022 года рабочая группа по советским памятникам при Госканцелярии Эстонии (РГСП) признала памятник «нейтральным монументом», не подлежащим демонтажу, но плита на камне была разбита уже за много лет до публикации протокола РГСП (см. Список советских военных памятников Эстонии).

## Происхождение топонима
Слитный топоним происходит от двух эстонских слов: kaunis (прекрасный) и saar (остров).